# Pneumatsko prenosilo
Pneumatsko prenosilo prenosi sipki, a katkad i komadni materijal kroz cjevovod s pomoću struje plinova, najčešće stlačenog zraka. Usisna pneumatska prenosila zbog ograničenoga su tlaka prikladna za manje udaljenosti i lakše materijale (žitarice, piljevina, ugljena prašina). Tlačna pneumatska prenosila rade s većom razlikom tlakova, pa su prikladna za veće udaljenosti i teže materijale. Pneumatska prenosila za komadnu robu, kakva su na primjer u sustavu pneumatske pošte, prenose (transportiraju) kroz cjevovode robu u posudama, takozvanim patronama.

## Podjela
Pneumatska prenosila prenose sipki materijal (katkada i komadnu robu) kroz cjevovod pomoću struje plinova, najčešće zraka. Pokretljivost smjese materijala i zraka ovisi o gustoći smjese, pa način prijenosa ovisi o smjesi materijala i zraka. 
Sa siromašnom smjesom mogu se ostvariti velike duljine dobave, a pri tom je brzina zraka (vz = 10 - 40 m/s) veća od brzine materijala. Zbog velikih brzina zraka i materijala postoji opasnost da se materijal ošteti. U bogatoj smjesi s visokom koncentracijom materijala veoma se smanji tlak, pa zato duljine dobave moraju ostati malene. Brzina je zraka tada vrlo mala (vz = 0,5 - 8 m/s) i približno jednaka brzini materijala, pa se materijal ne oštećuje. Potrošak energije za pneumatski prijenos bogate smjese manji je nego za prijenos siromašne smjese. 
Brzina strujanja zraka u cjevovodu mora biti tolika da se ni na kojemu mjestu materijal ne skuplja. Cijevi cjevovoda mogu biti položene vodoravno, koso i okomito, a međusobno se povezuju zakrivljenim cijevima, odnosno koljenima. 
U usporedbi s ostalim prenosilima stalne dobave pneumatska su prenosila jednostavnija, zahtijevaju malo prostora, mogu se voditi u bilo kojemu smjeru, ne propuštaju prašinu, traže male troškove nabave i održavanja, omogućuju visok stupanj automatskog upravljanja i jednostavno povezivanje postupka prijenosa s tehnološkim postupcima (na primjer odsisavanje sitnih dijelova materijala iz mlinova), a prikladna su i za prijenos vrućih materijala. Nedostaci pneumatskih prenosila, osobito onih s velikim brzinama jesu: cjevovod i materijal veoma se troše habanjem, imaju vrlo velik potrošak energije (od 5 do 14 puta veći nego mehanička prenosila) i veoma su bučna. 
Prema načinu postizanja razlike tlakova na krajevima cjevovoda za prijenos razlikuju se usisna i tlačna pneumatska prenosila.

### Usisna pneumatska prenosila
Usisna pneumatska prenosila imaju vakuumsku crpku (pumpu) na kraju postrojenja koja usisava zrak iz svih dijelova postrojenja i stvara potrebnu razliku tlaka. Materijal usisan sapnicom (mlaznicom) odlazi kroz cjevovod u odvajalo, gdje se zbog promjene brzine (povećanje presjeka) i promjene smjera odvaja od zraka. Iz odvajala materijal izlazi kroz ustavu s okretnim (rotirajućim) ćelijama, a nosiva struja zraka prolazi kroz odvajalo prašine i zatim je očišćenu zračna crpka izbacuje u slobodni prostor. 
Usisna se postrojenja odlikuju velikom čistoćom. Ona mogu uzimati materijal istodobno s nekoliko mjesta, a odlagati ga na jednom mjestu. Zbog ograničenog tlaka prikladna su samo za manje duljine dobave i lakše materijale kao što su žitarice, drvena piljevina, ugljena prašina i slično. Imaju dobavu do 100 t/h (najviše do 500 t/h), daljina je dobave do 200 m (najviše do 500 m), visina dobave do 30 m, najveća razlika tlaka u cjevovodu do 0, 05 MPa, brzina strujanja nosivog zraka od 20 do 40 m/s, a najveća grudavost materijala do 20 mm. Promjer cjevovoda iznosi od 60 do 250 mm.

### Tlačna pneumatska prenosila
Tlačna pneumatska prenosila rade s većom razlikom tlaka, pa su prikladna za velike duljine dobave i teže materijale kao pepeo, cement, sitnogrudast ugljen, rudaču, pijesak i tako dalje. Primjenjuju se kad se materijal uzima na jednom mjestu, a odlaže na jednom ili više mjesta. Na tlačnom postrojenju, na primjer, materijal ulazi u cjevovod za prijenos preko dodavala s ćelijama, koje je prikladno za postrojenja s nižim i srednjim tlakovima. Za postrojenja s višim tlakovima upotrebljavaju se pužna dodavala, dodavala s komorom i injektorska dodavala. Materijal se u odvajalu odvaja od zraka i kroz ustavu s okretnim (rotirajućim) ćelijama izlazi iz odvajala, a zrak napušta odvajalo kroz filtar. U nekim postrojenjima umjesto da izlazi u slobodan prostor, zrak se dovodi ponovno u kompresor (postrojenja sa zatvorenim kružnim tokom). 
Dobava tlačnih pneumatskih prenosila iznosi do 100 t/h (najviše do 500 t/h), duljina dobave do 500 m (najviše do 2 000 m), visina dobave do 100 m, razlika tlaka u cjevovodu do 0,4 MPa (najviše 1,0 MPa), najveća grudavost do 60 mm, a promjer cjevovoda od 50 do 350 mm. Na slici je prikazano tlačno pneumatsko prenosilo s pužnim dodavalom, gdje smjesa zraka i materijala pada iz cjevovoda naposredno u skladišne silose (ne preko odvajala), što je moguće u tlačnim prenosilima. 

### Usisno-tlačna pneumatska prenosila
Usisno-tlačna pneumatska prenosila primjenjuju se ako na više mjesta treba uzimati materijal i na više ga mjesta odlagati. Katkada se za takva postrojenja upotrebljavaju centrifugalni ventilatori, a pri tom smjesa zraka i materijala prelazi iz usisnog dijela cjevovoda u tlačni dio. Takva niskotlačna postrojenja često služe za odvođenje materijala od strojeva za mljevenje i drobljenje, da se ne bi stvarala prašina, te za odsisavanje piljevine i drvene strugotine pri obradi drveta.

### Pneumatska prenosila za komadnu robu
Pneumatska prenosila za komadnu robu prenose kroz cjevovode robu u kalibriranim posudama, takozvanim patronama. Prijenos može biti izravan između dviju stanica, može biti prstenasti prijenos ili prijenos preko centralnog mjesta za sakupljanje i raspodjelu materijala. Postrojenja su pretežno usisna s duljinom dobave do 500 m i brzinom dostave od 5 do 14 m/s.
Ta se vrsta prijenosa pretežno primjenjuje u poštanskim uredima, bankama, velikim trgovačkim kućama, novinskim redakcijama za prenošenje pisama, telegrama i malih paketa, pa se zato naziva cijevnom poštom. U tvornicama strojeva služi za prijenos sitnog alata, a u čeličanama za odašiljanje uzoraka na analizu u laboratorij.

### Slike
|                                         |                                                  |                                                                      |                                                |
| Patrona za cijevno poštansko prenosilo. | Pneumatski cijevni prijenos (transport) u pošti. | Prozirni nosač pneumatskog prenosila (proizvođač: Aerocom.de, 2010.) | Moderna stanica sustava pneumatskih prenosila. |

## Vanjske poveznice
|  | Zajednički poslužitelj ima još gradiva o temi Pneumatsko prenosilo |